# Shing-Mun-Fluss
Der Shing-Mun-Fluss (chinesisch 城門河 / 城门河, Pinyin Chéngmén Hé, Jyutping Sing4mun4 Ho4, kantonesisch Sing11mun11 Ho11 – „Stadttor-Fluss“), auch Shing-Mun-Kanal (城門河道 / 城门河道,  Chéngmén Hédào, Jyutping Sing4mun4 Ho4dou6, englisch Shing Mun Channel) genannt, ist heute ein künstlicher Wasserlauf in Sha Tin. Der natürliche Shing-Mun-Fluss wurde im Zuge der Urbanisierung in den 1970er Jahren durch den Bau von Planstädten, sogenannte „New Towns“, in den New Territories von Hongkong, begradigt, verlängert und verbreitet. Ziel der Maßnahmen waren sowohl Entwässerung als auch Erschaffung von Naherholungs- und Freizeitflächen entlang des künstlichen Wasserlaufs. Der Abfluss von Wassermassen bei Starkregen und Taifunen sowie Abwässer der Bewohner soll über den Shing-Mun-Fluss ins offene Meer geleitet und entsorgt werden.

## Geschichte
Der ursprüngliche Shing-Mun-Fluss beginnt in Needle Hill (針山) und fließt in das ehemalige Sha Tin Hoi (沙田海 – „Shatin-Meer“), einen flachen Meerbusen. Als am Sha Tin Hoi Landgewinnung betrieben wurde, um eine neue Planstadt zu errichten, musste der Shing-Mun-Fluss durch einen sieben Kilometer langen und 200 Meter breiten künstlichen Kanal durch die Mitte der neuen Stadt zum Tolo Harbour (吐露港) geleitet werden. Andere Flüsse, die vorher in den Sha Tin Hoi flossen, sind nun zu Nebenflüssen des Shing-Mun-Flusses oder zu einem seiner Nullahs (明渠 – „offener Kanal“) geworden.
Der Gesamtabschnitt des Kanals – „Flusses“ – erstreckt sich vom Gebiet um Tai Wai (大圍) durch das Stadtzentrum von Sha Tin New Town bis zum Tolo Harbour. Es gibt drei großen Zuflüsse, das Tai Wai Nullah, das Fo Tan Nullah und das Siu Lek Yuen Nullah. Beiderseitig des Shing-Mun-Flusses gibt es Gebäuden von Wohnanlagen sowie Büro- und Industrietürme, die in verschiedenen städtischen Ausprägungen verteilt sind. Zu den typischen städtischen Hochhaussiedlungen Hongkongs am unmittelbaren Ufer des Wasserlaufs zählen beispielsweise City One Shatin (沙田第一城) und Wo Che Estate (禾輋邨). Mehrere Brücken verbinden beide Seiten des Shing-Mun-Flusses.

## Brücken
Verschiedene Brücken des Shing-Mun-Flusses:
- Banyan Bridge (翠榕橋 / 翠榕桥) am Fo Tan Road
- Dragon Bridge (錦龍橋 / 锦龙桥) am Sha Tin Road
- Lek Yuen Bridge (瀝源橋 / 沥源桥) am Tai Chung Kiu Road
- Lion Bridge (獅子橋 / 狮子桥) am Lion Rock Tunnel Road
- Sandmartin Bridge (沙燕橋 / 沙燕桥) am Sha Tin Rural Committee Road

Flusspanorama
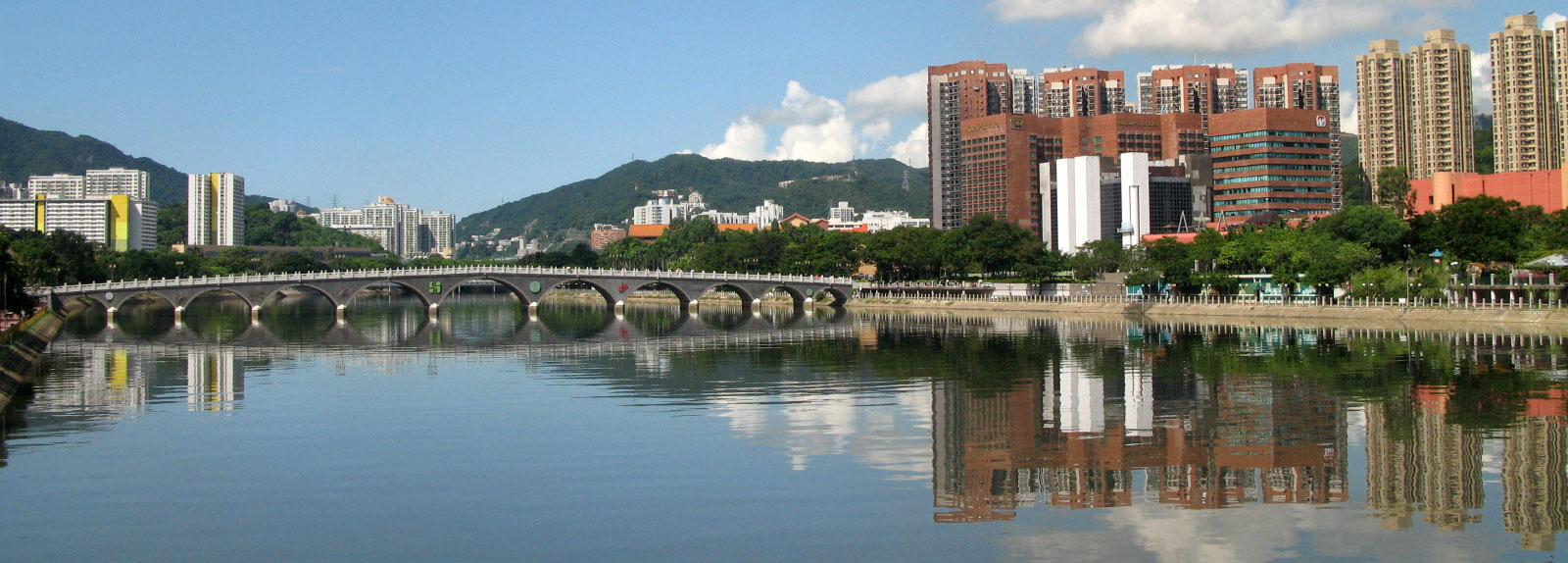
Lek Yuen Bridge-Panorama – Fußgängerbrücke, Sha Tin 2007
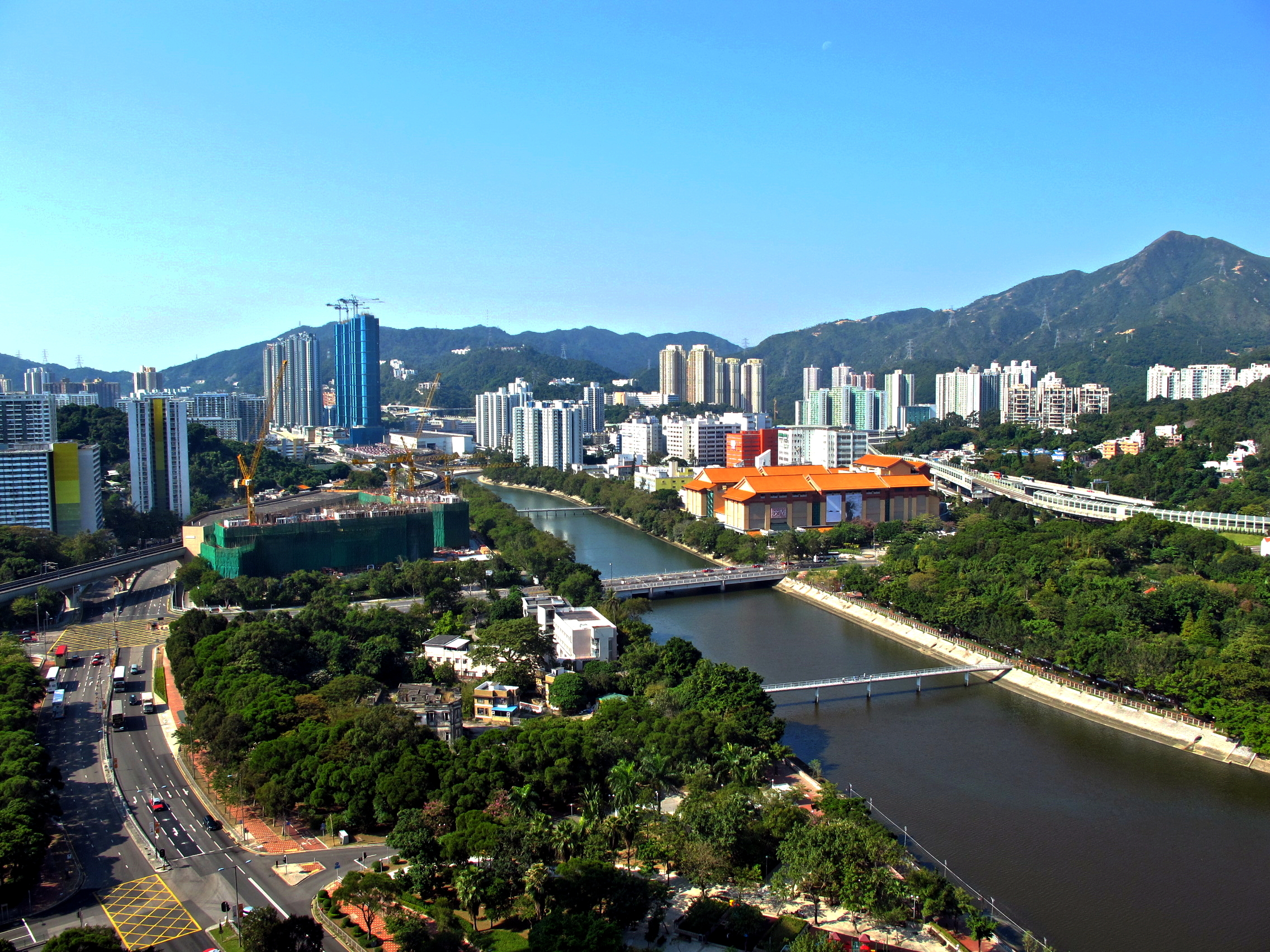
Needle Hill (rechts) – Tai Wai, 2010
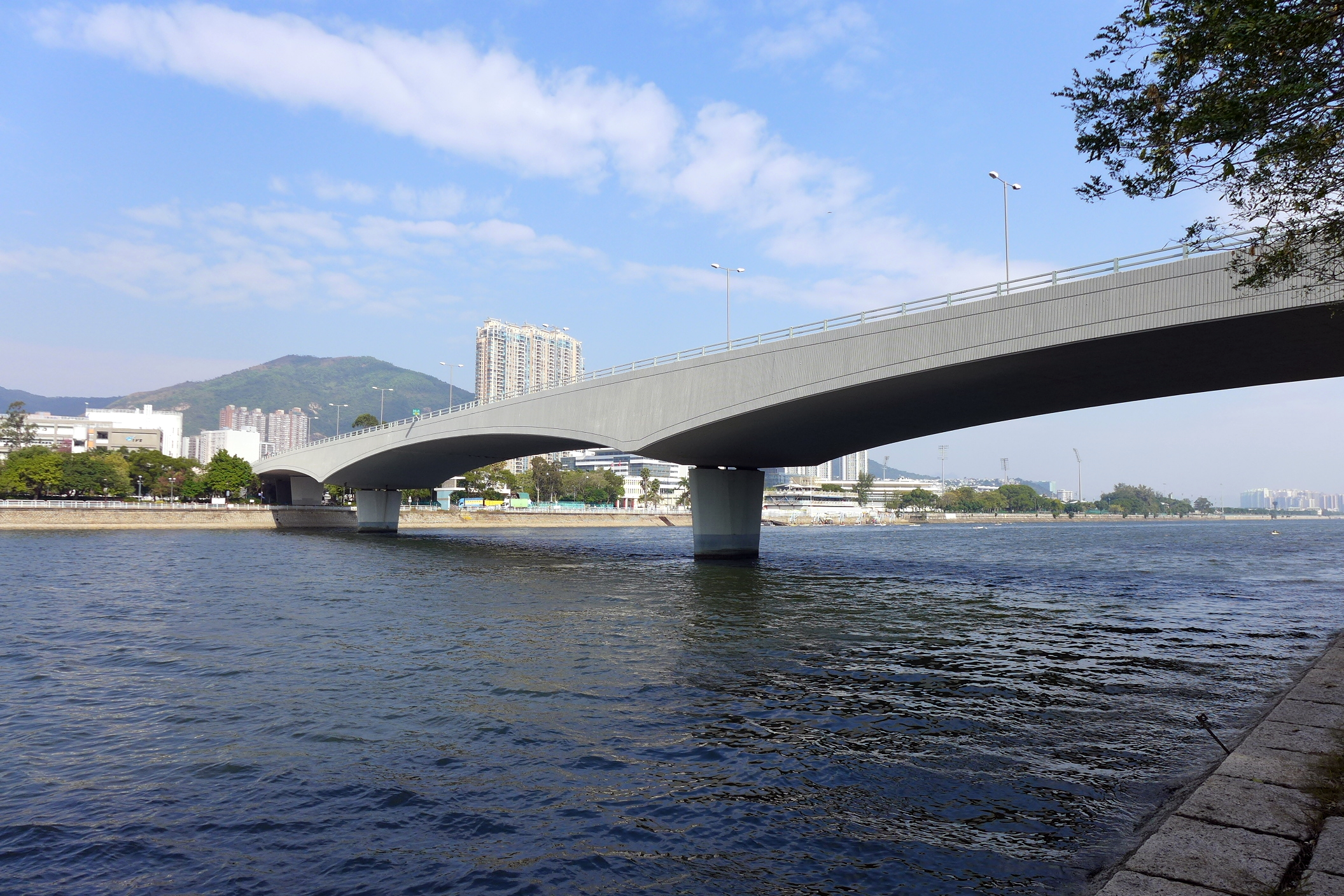
Dragon Bridge – Auto- und Fußgängerbrücke, 2014
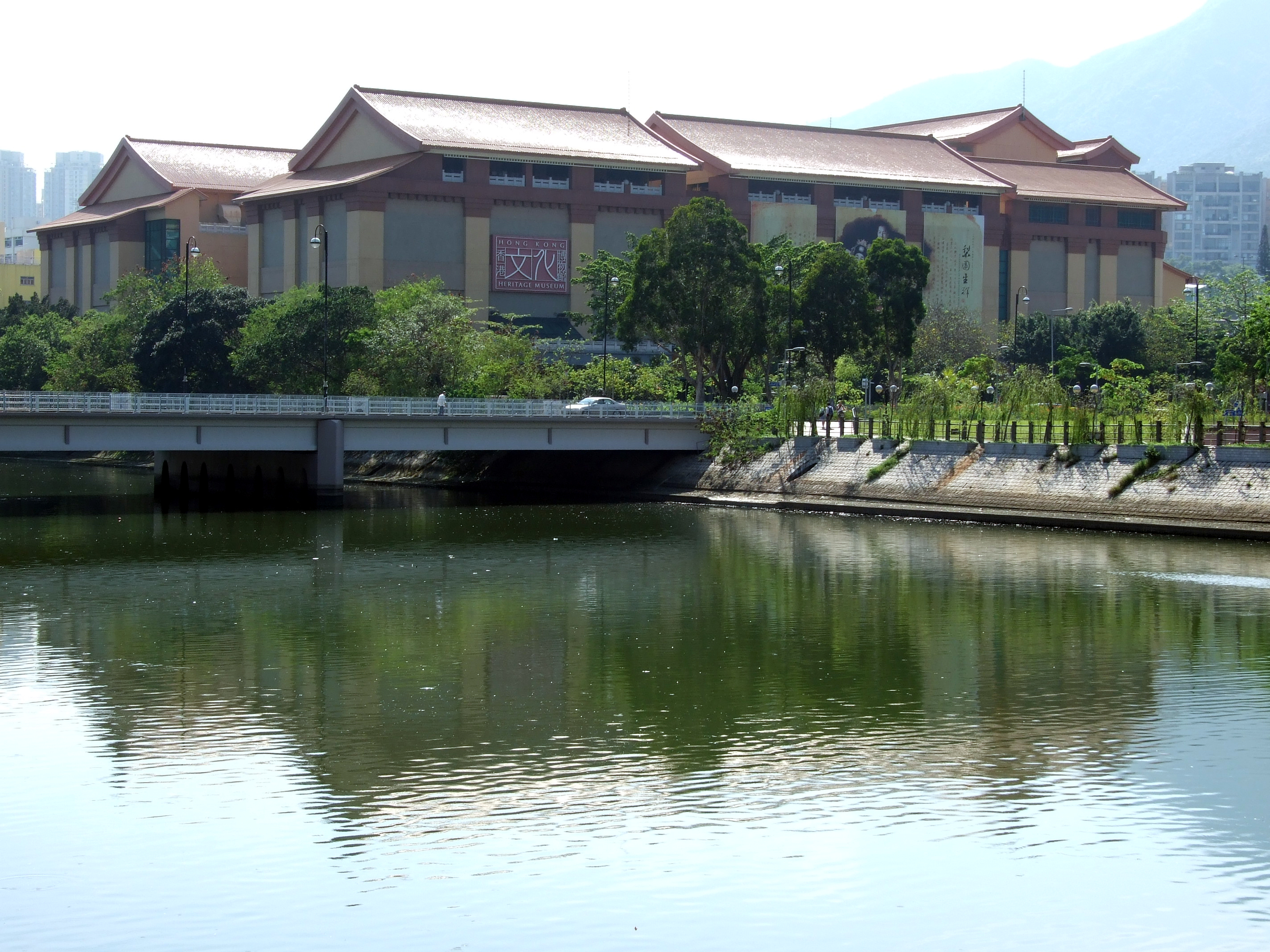
Heritage Museum – Lion Bridge, Tai Wai 2010
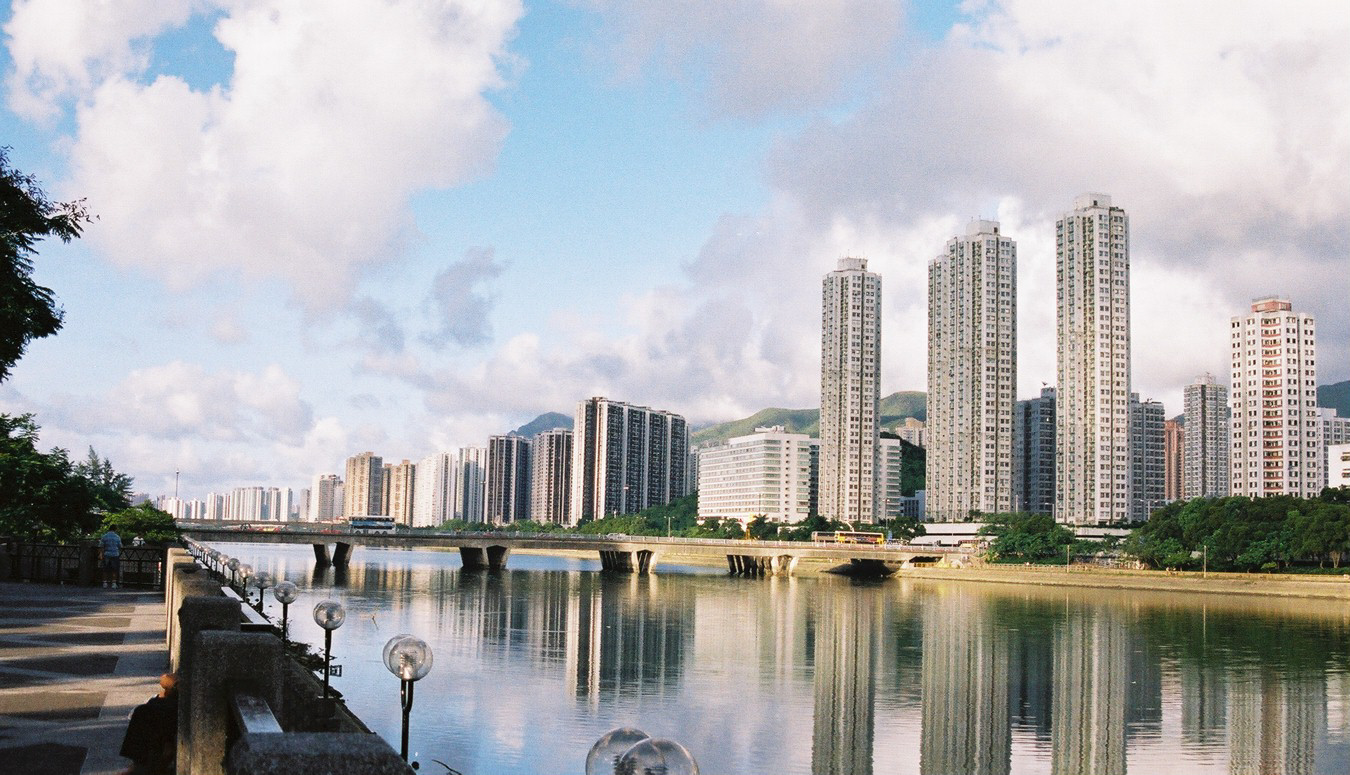
Sandmartin Bridge und Umgebung, 2005

## Umweltverschmutzung
Der Shing-Mun-Fluss war einst durch unüberlegte Einleitungen aus der Tierzucht, industriellen, kommerziellen und häuslichen Quellen stark verschmutzt. In den 1980ern entsprach allein die gesamte organische Verschmutzung aus den illegalen Abwässern in den „Fluss“ einer vergleichbaren Abwasserbelastung von 160.000 Menschen. Zu dieser Zeit konnte man kaum ein Lebewesen in dem Fluss finden. Seit 1993 hat sich die Wasserqualität deutlich verbessert. Lebewesen wie Fische und Wirbellose treten seit dem wieder in diesem Wasserlauf auf.
Entlang eines 250 Meter langen Abschnitts bei der Hochhaussiedlung Man Lai Court (文禮閣), wo es starke Sedimentablagerungen gibt und zu Geruchsproblemen kommt, wurde ein künstliches Flussufer gebaut.

## Nutzung
Obwohl der Shing-Mun-Fluss mit einem Einzugsgebiet von 37 km² hauptsächlich für die Entwässerung von Sha Tin bei Regen und Taifun entworfen wurde, wird er heute gern von den Bürger als Ort für Freizeitaktivitäten wie das Rudern, Angeln, Jogging, Spaziergänge oder Radfahren am Fluss genutzt.
Der Shing-Mun-Fluss wird insbesondere für Wassersport wie das Rudern, Kanufahren oder Drachenbootrennen benutzt. Die beiden Bootshäuser der Hong Kong China Rowing Association, kurz HKCRA (中國香港賽艇協會) befinden sich am Shing-Mun-Fluss. Eines ist das „Shatin Rowing Centre“ – 沙田划艇中心, auch 沙田賽艇中心 – bei Fo Tan auf der Yuen Wo Road, ein anderes ist das „Shek Mun Jockey Club Rowing Centre“ – 賽馬會石門賽艇中心 – bei Shek Mun auf der On King Street. Auf dem Fluss gibt es eine 2000 Meter lange Regattastrecke.

Freizeit am Shing-Mun-Fluss
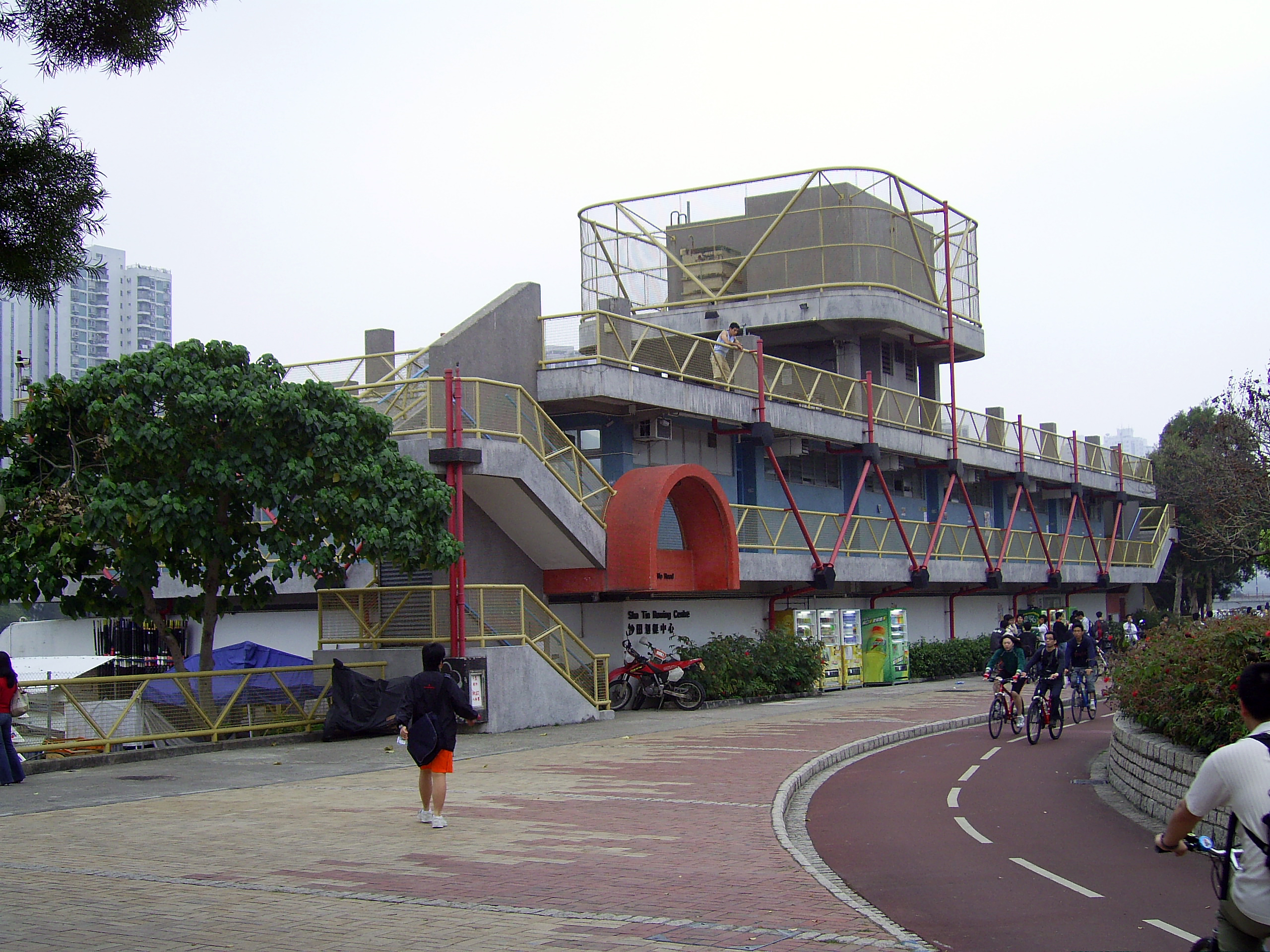
Das „Shatin Rowing Centre“, 2008
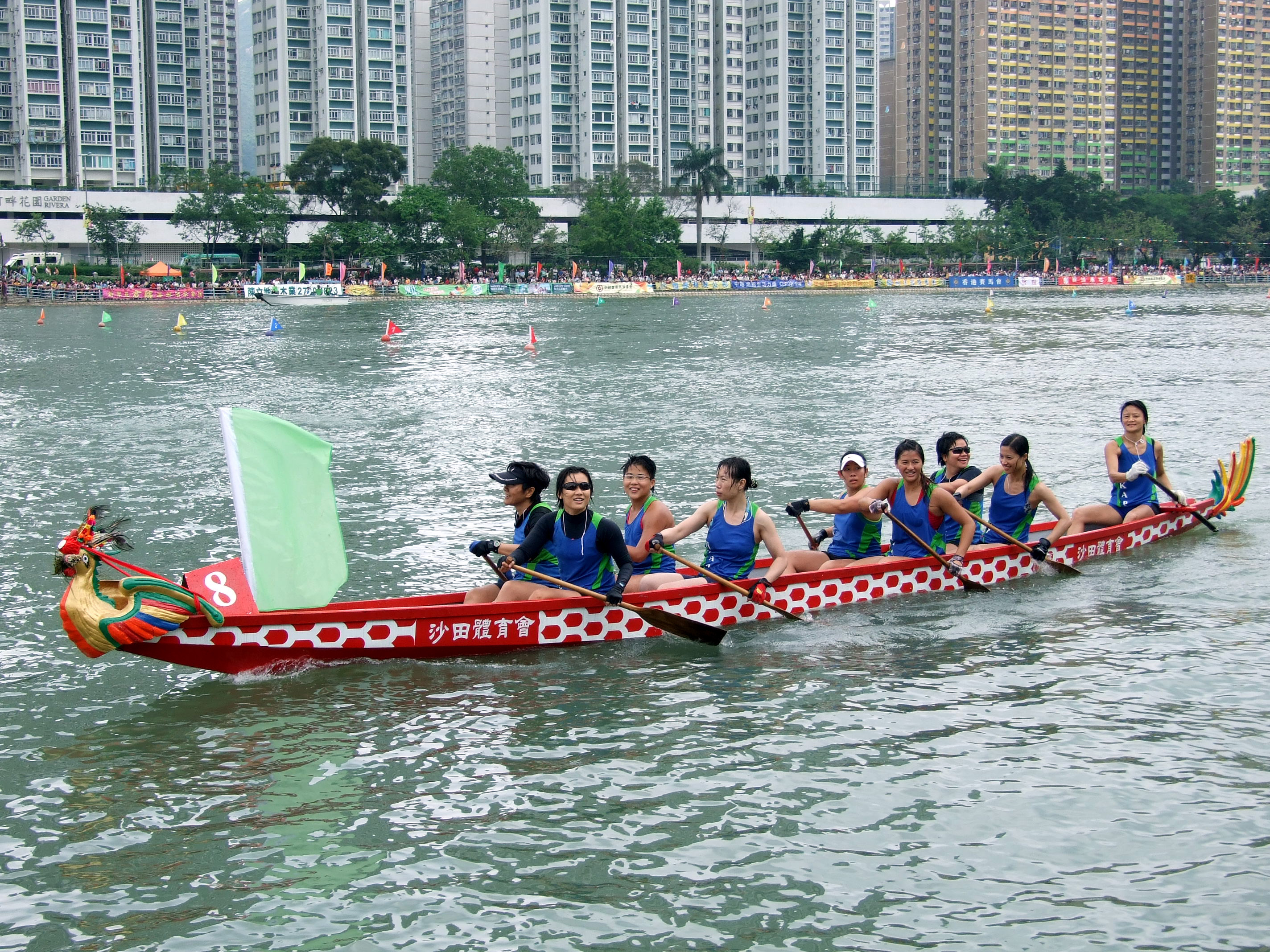
Damen-Drachenboot Phönix – 鳳艇, 2009
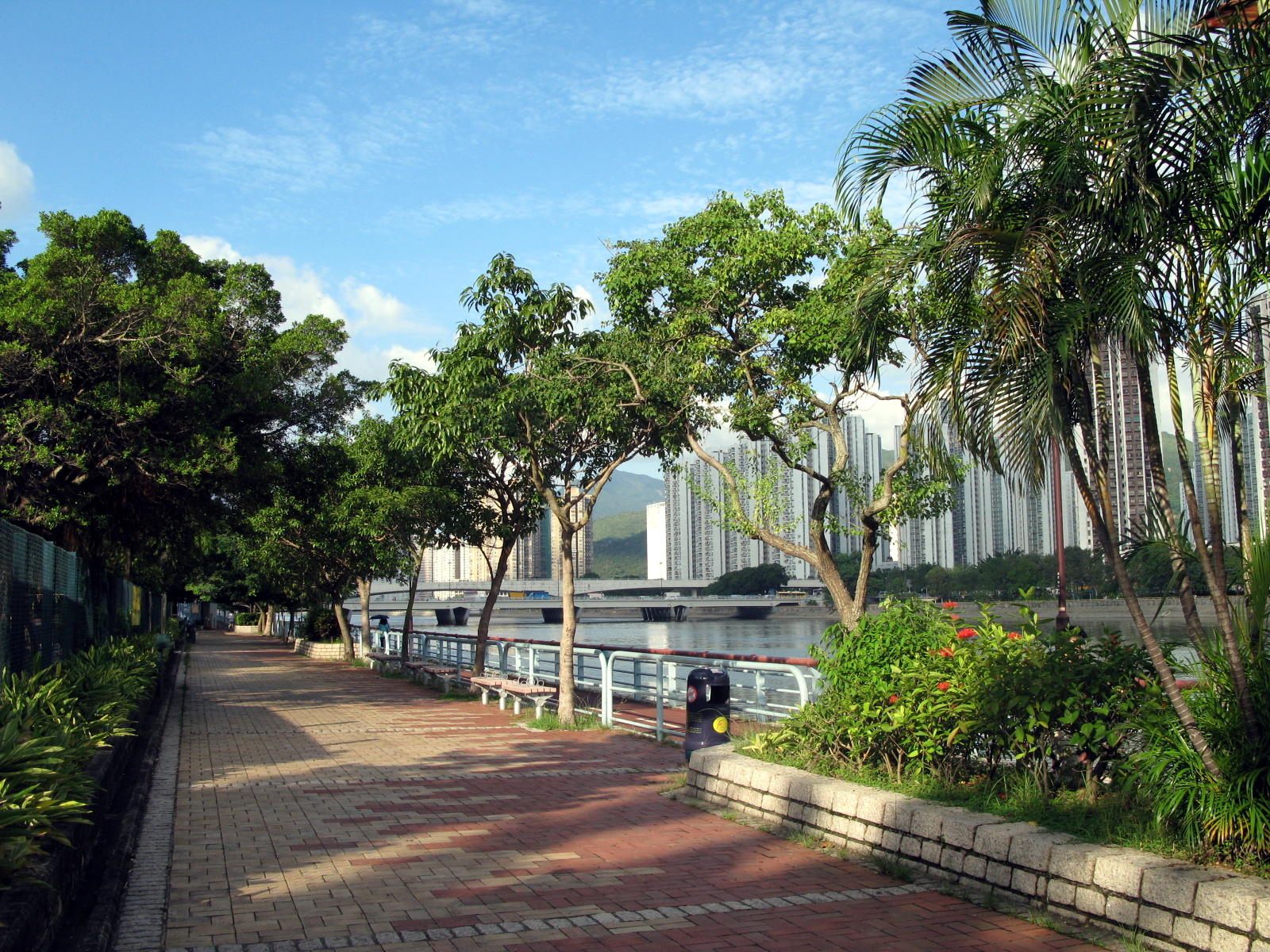
Uferpromenade – Joggingpfad, 2007
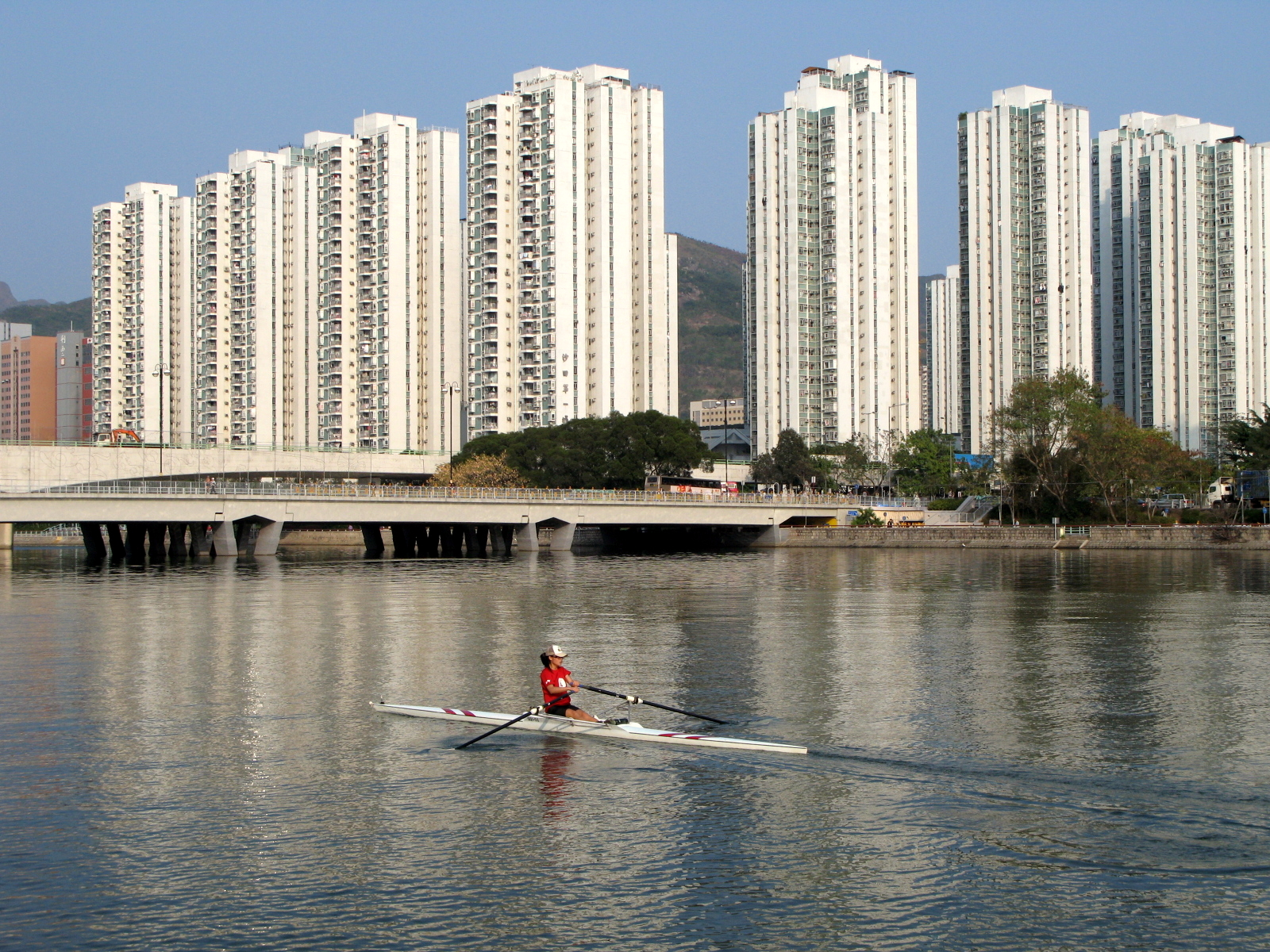
Ruderer vor der Banyan Bridge, 2008
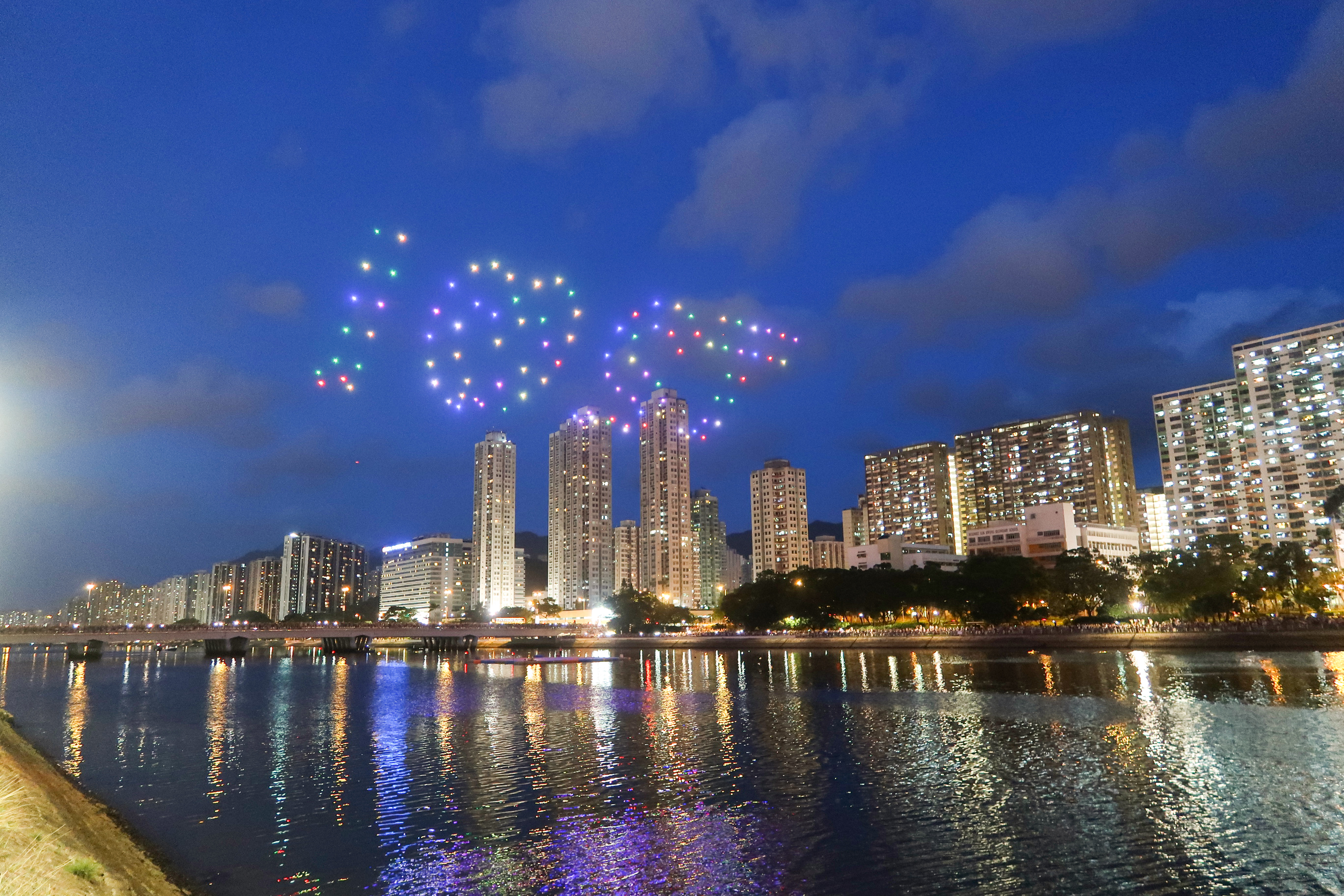
„I Love ST“ – Sandmartin Bridge, 2018